# メルセデス・ベンツ・CLK-LM
メルセデスベンツ・CLK-LMは、メルセデス・ベンツとAMGが1998年ル・マン24時間レース及びFIA GT選手権参戦用に開発した、FIAグループGT1規定のグランドツーリングスポーツカーである。

## 概要

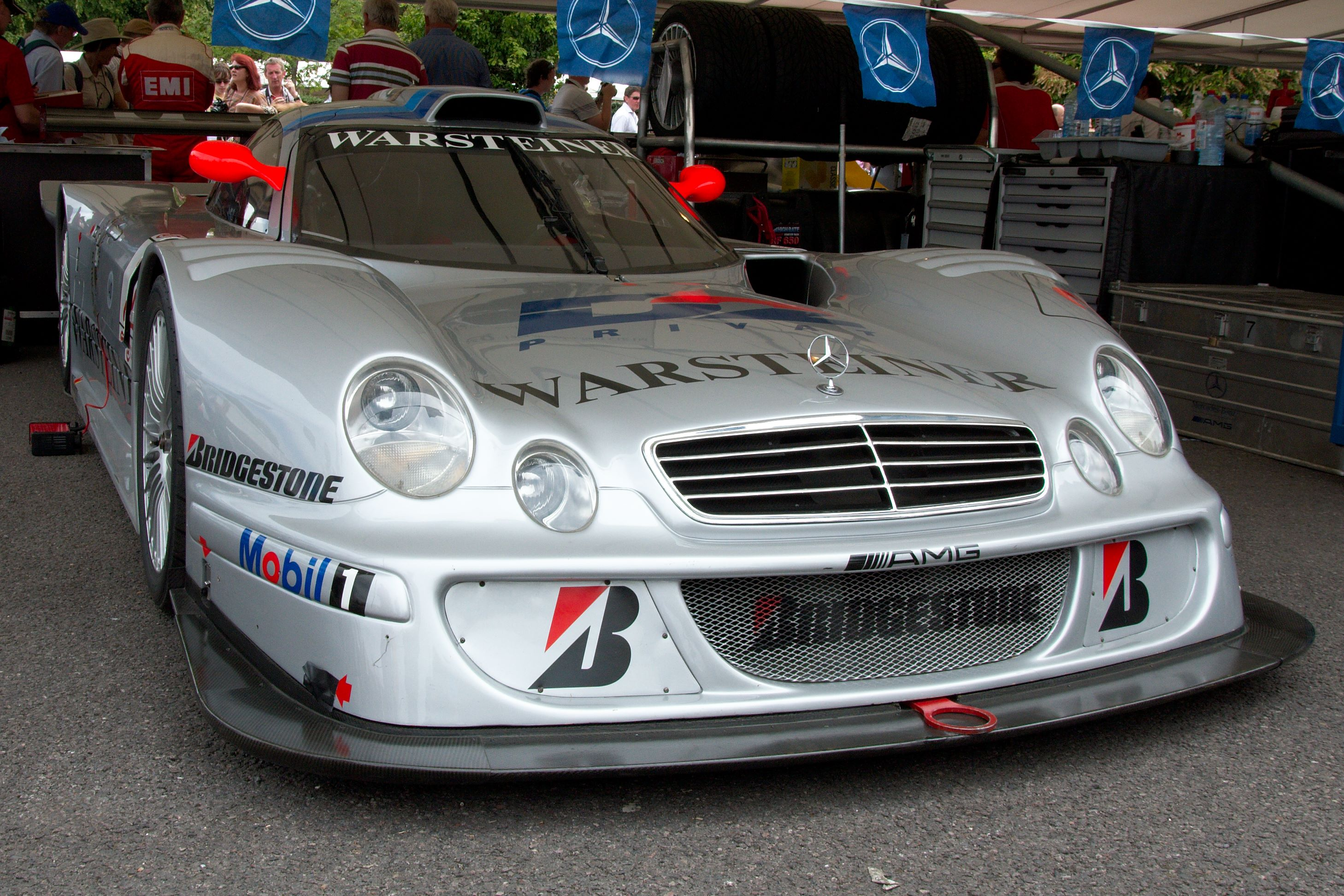
Mercedes-Benz CLK LM フロント

前年のCLK-GTRの発展型であるが、GT選手権用エンジンはグループCに使われていたM119エンジンからターボを取り除いた5リットル V型8気筒自然吸気エンジンに変更され、ラジエターもフロントからサイドへ移された:111。そのためCLK-GTRと比べボンネットが低く薄くなっている部分が特徴である。また全体の設計が改められ、車体全体が低く、薄さが一際強調されたスタイルとなっている。CLK-GTR同様GT1ホモロゲーション取得用のロードバージョンが作られたが、市販はされなかった。
ル・マン参戦を公式に発表したのは予備予選も終った5月になってからで、ル・マン本番がデビュー戦となった。予選ではトヨタを抑えポールポジションを獲得するも（もう1台も3位）、決勝では2時間で2台ともリタイヤに終る:112。FIA GT選手権では第3戦ホッケンハイムで、CLK-GTRに換わりデビューし優勝:112。この後最終戦（第10戦）ラグナ・セカまで全てのレースで優勝し、2年連続でチーム (AMG) とドライバーズ（クラウス・ルートビッヒ/リカルド・ゾンタ）のダブルタイトルを獲得する:110, 112。なおプライベーターには供給されておらず、ワークスチームのみの供給に留まった。
ロードカーの製作が必要だったFIA規定のグランドツーリングスポーツカーはこれが最後で、翌年はフリーフォーミュラのLMGTP (メルセデス・ベンツ・CLR) に発展することとなる。
なお1999年の全日本GT選手権にMTCIチームがCLK-LMを購入してエントリーすることを表明していた。しかし、マシン購入の段になってインポーターとAMGの間でトラブルが発生したため、AMG側が車輌の譲渡に対して難色を示し、態度を硬化させたことから、結局エントリーを断念した。